# Bronisława Staszel-Polankowa
Bronisława Staszel-Polankowa (ur. 23 stycznia 1912 w Kościelisku, zm. 1 lutego 1988 tamże) – polska narciarka, ośmiokrotna mistrzyni Polski, nieoficjalna mistrzyni świata z 1929, kierowniczka schroniska na Przysłopie Miętusim.

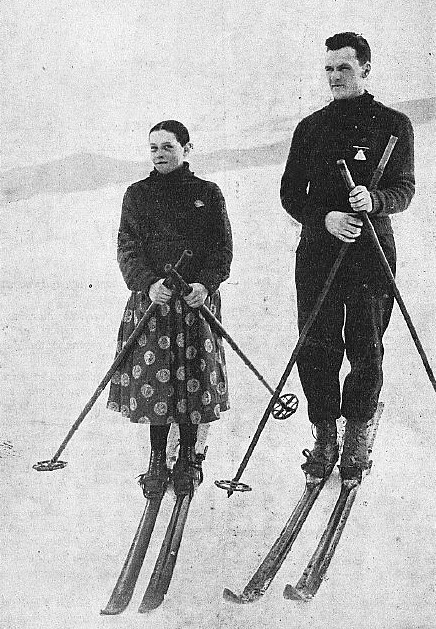
Andrzej Krzeptowski z uczennicą Bronisławą Staszel-Polankową (1925)

## Życiorys
Urodziła się w wielodzietnej rodzinie Andrzeja Staszel-Polankowego, cieśli, oraz Marii z Gąsieniców Brzega. Karierę narciarską rozpoczęła w latach 20. XX wieku jako zawodniczka Towarzystwa Sportowego „Sokół”. Brała udział w mistrzostwach Polski, w których zwyciężyła ośmiokrotnie. W latach 30. była ratownikiem TOPR.
Wystąpiła w nieoficjalnym biegu kobiet podczas Mistrzostw Świata w Narciarstwie Klasycznym 1929. Była uważana za faworytkę, startowała z trzynastym numerem startowym. Zwyciężyła z czasem 31:34 min i prawie trzyminutową przewagą nad drugą  zawodniczką. Sukces ten przyniósł jej także 9. miejsce w Plebiscycie Przeglądu Sportowego na najlepszego sportowca Polski. Była uważana za najlepszą narciarkę na świecie w tym okresie. Zdarzyło jej się na przykład dobiec do mety na zawodach, zanim sędziowie rozłożyli aparaturę do pomiaru czasu.
W 1934 roku odbyła wyprawę rowerową dookoła Polski przejeżdżając odległość 4 tysięcy km. W międzyczasie udzielała wywiadów i wygłaszała prelekcje na temat Tatr. Karierę sportową przerwała II wojna światowa, jednak pomimo przerwy wróciła po wojnie do uprawiania sportu. W 1951 roku zajęła 4. miejsce w mistrzostwach Polski.
Od 1935 do 1939, a następnie od 1947 do 1958 roku prowadziła nieistniejące już Schronisko na Przysłopie Miętusim.
Niemal całą okupację niemiecką spędziła w Zakopanem. Na początku lipca 1944 przeniosła się do Warszawy. Tam wstąpiła do Armii Krajowej i brała udział w powstaniu warszawskim. Pod pseudonimem „Duża Bronka” służyła jako sanitariuszka w 9. kompanii batalionu „Kiliński”. Po upadku powstania została jeńcem wojennym. Przebywała w stalagach VIII B Lamsdorf oraz IV B Mühlberg k. Drezna, a także w obozie Darmstadt. Wróciła do Zakopanego pod koniec października 1945 roku. Za udział w konspiracji i powstaniu warszawskim została w 1949 roku odznaczona Krzyżem Walecznych przez rząd na uchodźstwie w Londynie.
Puchary zdobyte w zawodach sportowych oddała pallotynom do przetopienia na dzwony kościelne dla kościoła na Krzeptówkach. Narty przesłała w darze papieżowi Janowi Pawłowi II, a dom na zakopiańskich Krzeptówkach 36 przekazała w 1972 roku Szensztackiemu Instytutowi Sióstr Maryi.
Od kilkunastu lat przez gminę Kościelisko organizowany jest Memoriał Bronisławy Staszel-Polankowej.
Pochowana na Cmentarzu Parafialnym w Kościelisku (sektor F grób 482).

## Ordery i odznaczenia
- Krzyż Walecznych (30 grudnia 1949)
- Brązowy Krzyż Zasługi (19 marca 1931)[6]